# Vrienden van De Witt

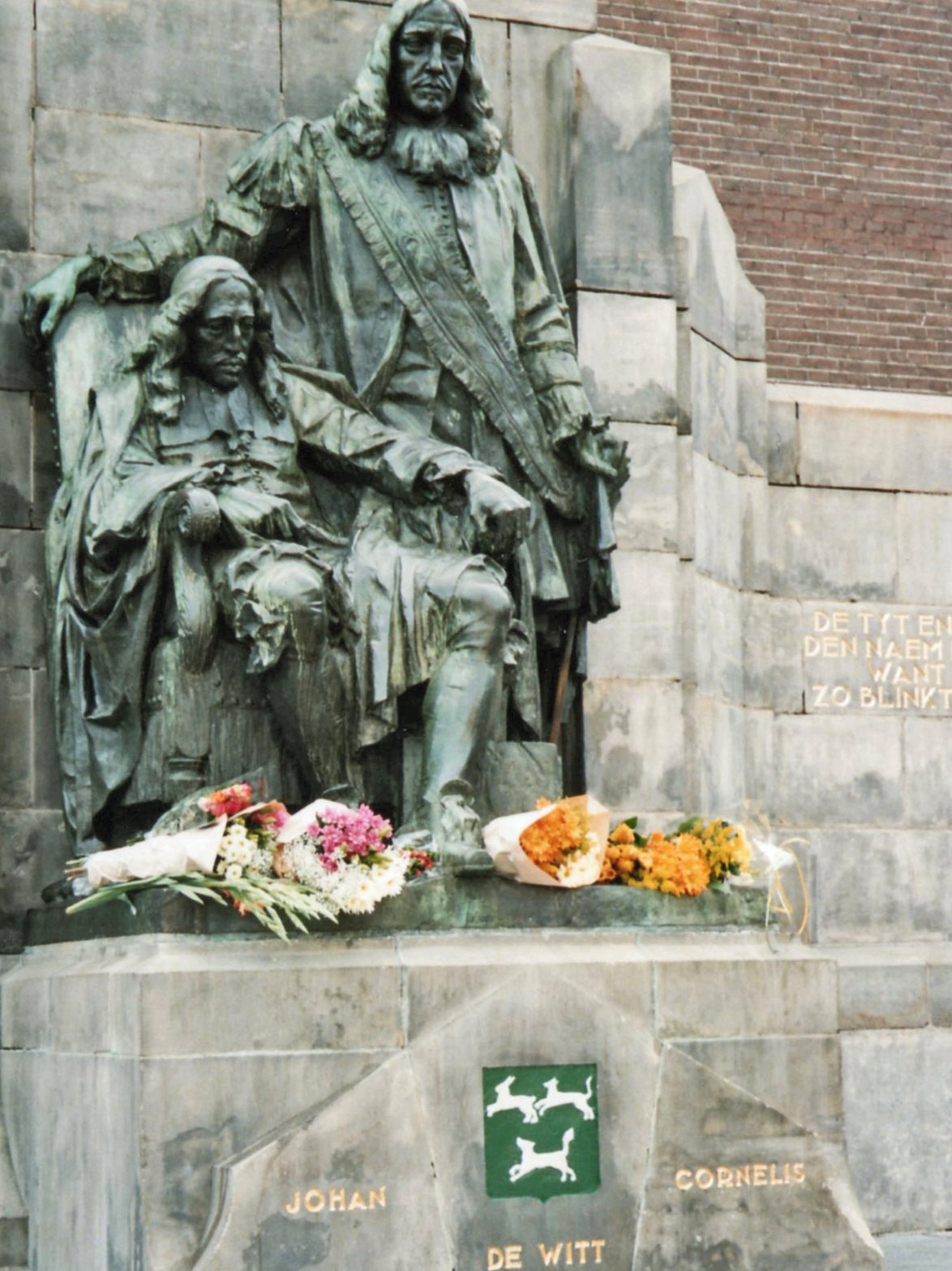
Vereniging Vrienden van De Witt viert de verjaardag van Johan de Witt in Dordrecht

Vrienden van De Witt is een Nederlandse historische vereniging.

## Doelstelling
De vereniging werd in augustus 2005 opgericht met als doel de herinnering aan de staatsmannen en broers Johan de Witt en Cornelis de Witt levend te houden. Vrienden van De Witt is ervan overtuigd dat er te weinig aandacht en waardering is voor het werk dat de gebroeders De Witt voor Nederland hebben verricht. Zij wil daarom de historische betekenis van de broers benadrukken en bekendmaken bij een breed publiek.
Zo organiseren de vrienden excursies, bijvoorbeeld naar de plek in Den Haag waar de broers ooit gelyncht werden. In de televisiedocumentaire van Teleac Nederland in 12 moorden werd in het najaar van 2008 aandacht besteed aan deze episode uit de Nederlandse geschiedenis en de activiteit van de Vrienden van De Witt. Ook zijn er lezingen en biedt de vereniging ruimte voor debat. Zij telde in voorjaar 2025 circa 200 leden in Nederland, Griekenland en de Verenigde Staten. Vrienden van de Witt is niet gelieerd aan politieke organisaties of doelstellingen.

## Deductie van Johan de Witt
Vrienden van De Witt nam het initiatief om in samenwerking met uitgeverij Sonsbeek Publishers BV te Arnhem de Deductie van Johan de Witt te voorzien van een moderne hertaling. Op de verjaardag van Johan de Witt, 24 september 2009, nam de minister van Onderwijs, Cultuur en Wetenschappen Ronald Plasterk het eerste exemplaar in ontvangst.

## Johan de Witt-scriptieprijs
Sinds 2014 reikt de vereniging jaarlijks de Johan de Witt-scriptieprijs uit voor de beste geschiedenisscriptie die handelt over een onderwerp dat betrekking heeft op de Republiek der Zeven Verenigde Nederlanden in de periode 1625 - 1688. De verkiezing wordt georganiseerd in samenwerking met de redactie van opinieweekblad Elsevier Weekblad en Uitgeverij Verloren. 